# Nathanaël Mbuku
Nathanaël Mbuku, född 16 mars 2002, är en fransk-kinshasa-kongolesisk fotbollsspelare som spelar för kroatiska Dinamo Zagreb. Han representerar även Kongo-Kinshasas landslag.

## Karriär
Den 23 november 2018 skrev Mbuku på sitt första professionella kontrakt med Reims; ett treårskontrakt. Mbuku gjorde sin Ligue 1-debut den 10 augusti 2019 i en 2–0-vinst över Marseille, där han blev inbytt i den 73:e minuten mot Tristan Dingomé.
Den 30 januari 2023 värvades Mbuku av Bundesliga-klubben Augsburg, där han skrev på ett 4,5-årskontrakt. Den 21 januari 2024 lånades Mbuku ut till Ligue 2-klubben Saint-Étienne på ett låneavtal över resten av säsongen 2023/2024.
Den 3 september 2024 värvades Mbuku av kroatiska Dinamo Zagreb.